# Mlinska ulica (Maribor)
Mlinska ulica (deutsch: Mühl-Gasse) ist der Name einer Straße im Bezirk Center der Stadtgemeinde Maribor, Slowenien. Sie ist benannt nach Wassermühlen an der Drau, zu denen die Gasse früher führte.

## Geschichte
Die Straße wird erstmals 1321 als Laus-Gasse erwähnt. Sie soll nach dem Schmutz der Straße benannt worden sein. Später, noch im Mittelalter, wurde sie in Mühlgasse umbenannt. 
Im Jahr 1876 erhielt sie auch offiziell den Namen Mühlgasse und erneut 1941. 1919 und 1945 wurde der Name in Mlinska ulica geändert. 
Die Straße erhielt ihren Namen nach den vier Schiffsmühlen an der Drau, zu denen sie führte und die bereits im 14. Jahrhundert in einer Urkunde des Klosters Seiz erwähnt werden. In der zweiten Hälfte des 19. Jahrhunderts befand sich neben den Schiffsmühlen unter der Eisenbahnbrücke eine Militärschwimmschule.

## Lage
Die Straße beginnt an der Kreuzung von Partizanska cesta und Meljska cesta. Sie verläuft nach Süden bis zur Kreuzung mit Ulica kneza Koclja und Oreško nabrežje.

## Abzweigende Straßen
Von der Mlinska ulica zweigt die Kacova ulica nach Westen ab. Deren nördlich gelegene Parallelstraße Sodna ulica war ebenfalls mit der Mlinska verbunden. Heute liegt an dieser Stelle eine Grünfläche.

## Bauwerke und Einrichtung
- Busbahnhof Maribor (Avtobusna postaja Maribor)[4]